# 布賴恩·韋伯
布賴恩·韋伯（Blayne Nutron Weaver，1976年4月9日—）是美國的一位演員、配音演員、作家，出生在路易斯安那州波西爾城。他曾經是一位童星，出演過急診室的春天、芝加哥希望等電視劇。